# Fönster
För andra betydelser, se Fönster (olika betydelser).

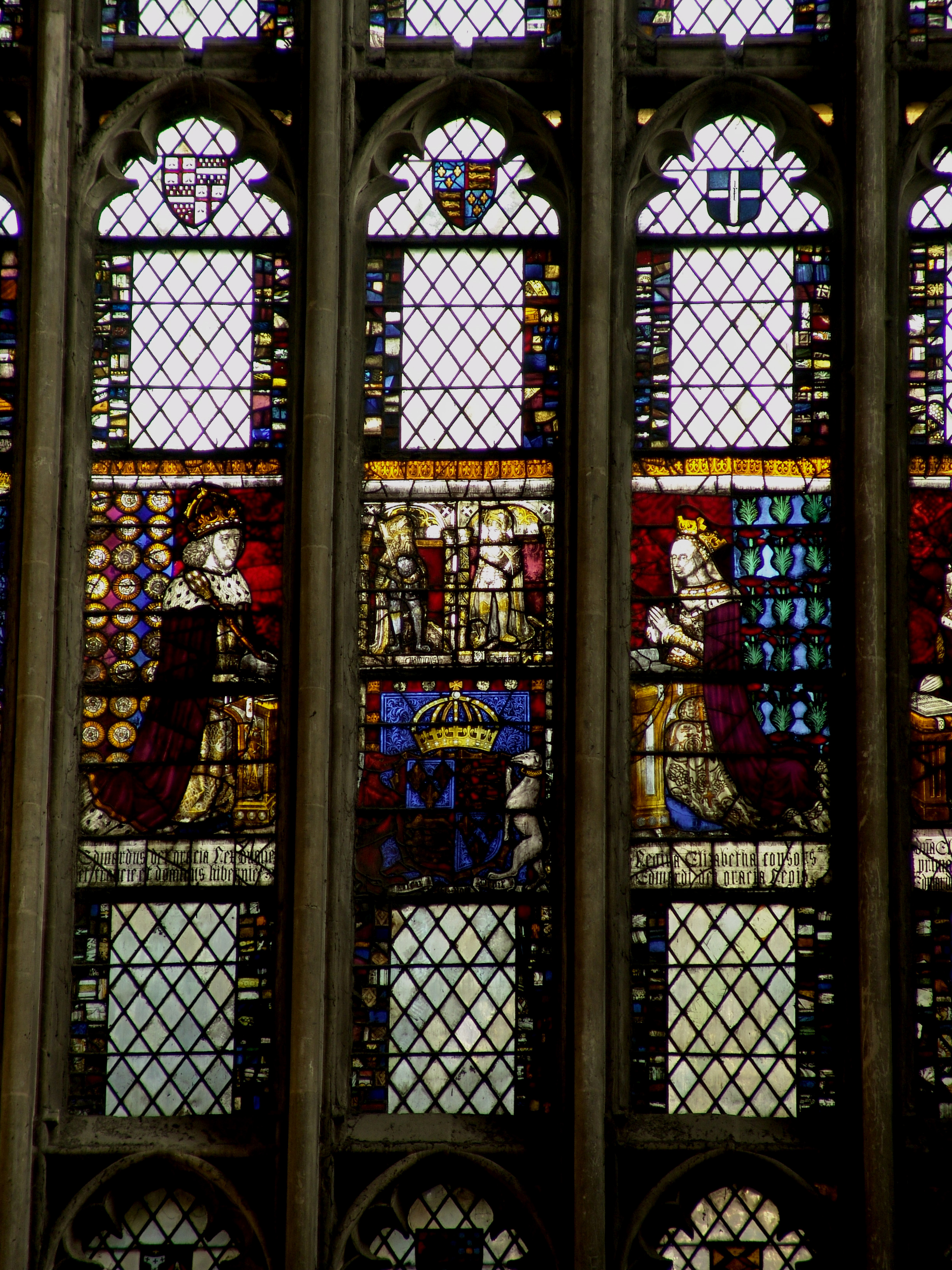
Målat glas i Katedralen i Canterbury.

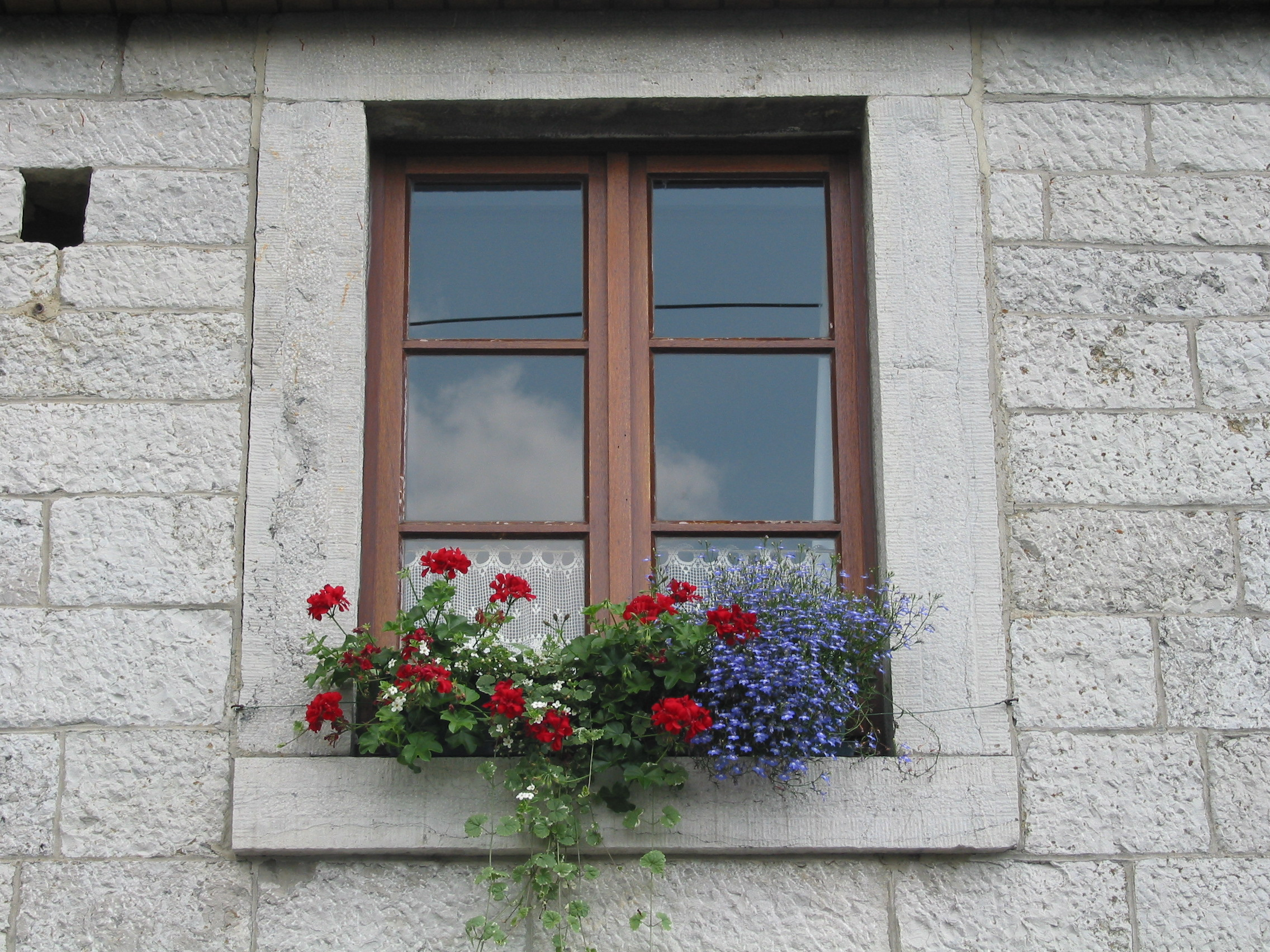
Tvåluftsfönster med spröjsar.

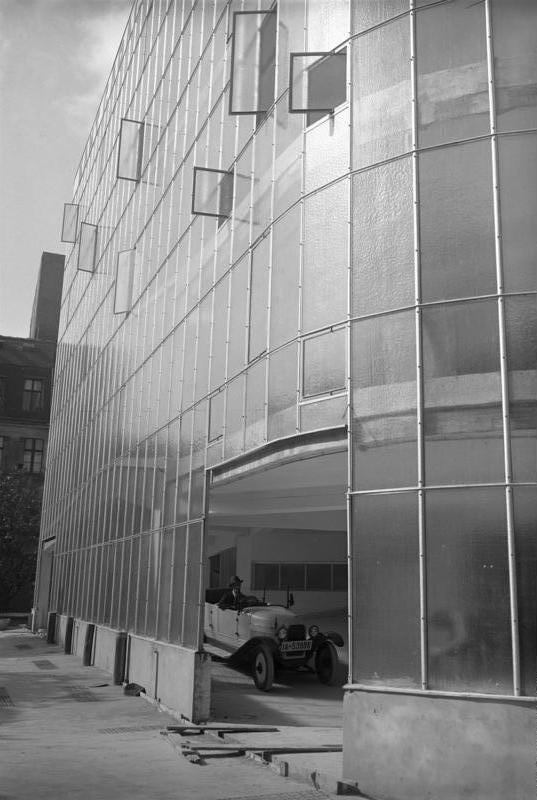
Inom modernistisk arkitektur har fönstren fått en allt större plats på fasaderna och ibland helt tagit över och blivit till glasfasader.

Fönster (symbol: ⊞) är en öppning i vägg, dörr, tak eller fordon, som oftast är täckt med glas (fönsterruta) och vanligtvis inte används som in- eller utgång. Ett fönster har flera funktioner, främst som ljusinsläpp och erbjuda sikt, men även för ventilation, värme- och ljudisolering. Utformningen av fönster har en central roll inom arkitekturen och byggnadskonsten.
Många fönster är öppningsbara för att erbjuda ventilation. Öppningsbara fönster har ofta en hake eller låsande mekanism, som en spanjolett, för att tillsluta fönstret eller hålla det öppet olika mycket.
Glasade fönster kan vara gjorda i valsat planglas, floatglas eller infattat glas. Ett infattat glasfönster har en gjuten blyinfattning, blylistinfattning eller är kopparfolielött av typ tiffanyteknik. Fönsterglas kan även färgas eller målas med olika pigment, exempelvis i kyrkfönster. Möjligheten att producera stora glasade fönster resulterade bland annat i framväxten av skyltfönster, som används för att presentera varor eller tjänster. Inom modernistisk arkitektur kom ljusinsläpp och fönster att poängteras, vilket utvecklades till helt glasade fasader, bland annat genom så kallade curtain walls. 
Ordet "fönster" härrör från latinets fenestra, och kom till svenskan via tyskans Fenster. En fönsteröppning hette tidigare vindöga (jämför norskan vindu och engelskans window, och i många svenska dialekter heter fönster fortfarande vindu). De äldre blyspröjsade fönstren kallades enbart rutor, och först med de nya fönstren med träspröjsar slog ordet fönster igenom med de nya större renässansfönstren. På detta anspelar det gamla kortspelstalesättet "ruter ut och fönster in", som har paralleller i Nordtyskland.
Innan glas började användas var fönster ett hål i väggen, som därmed inte bara släppte in ljus, utan även väder och vind, varför det kallades vindöga. När det behövdes täckte man för hålet med till exempel en djurhud. Det äldsta kända fönsterhålet är cirka 12 000 år gammalt och består av en rund fönsterkarm av karvad sten funnen vid Boncuklu Tarla(en) i dagens Turkiet.
För att stänga ute infallande solljus och värmeinstrålning kan man använda persienner, gardiner, jalusier eller markiser.

## Fönsterglas

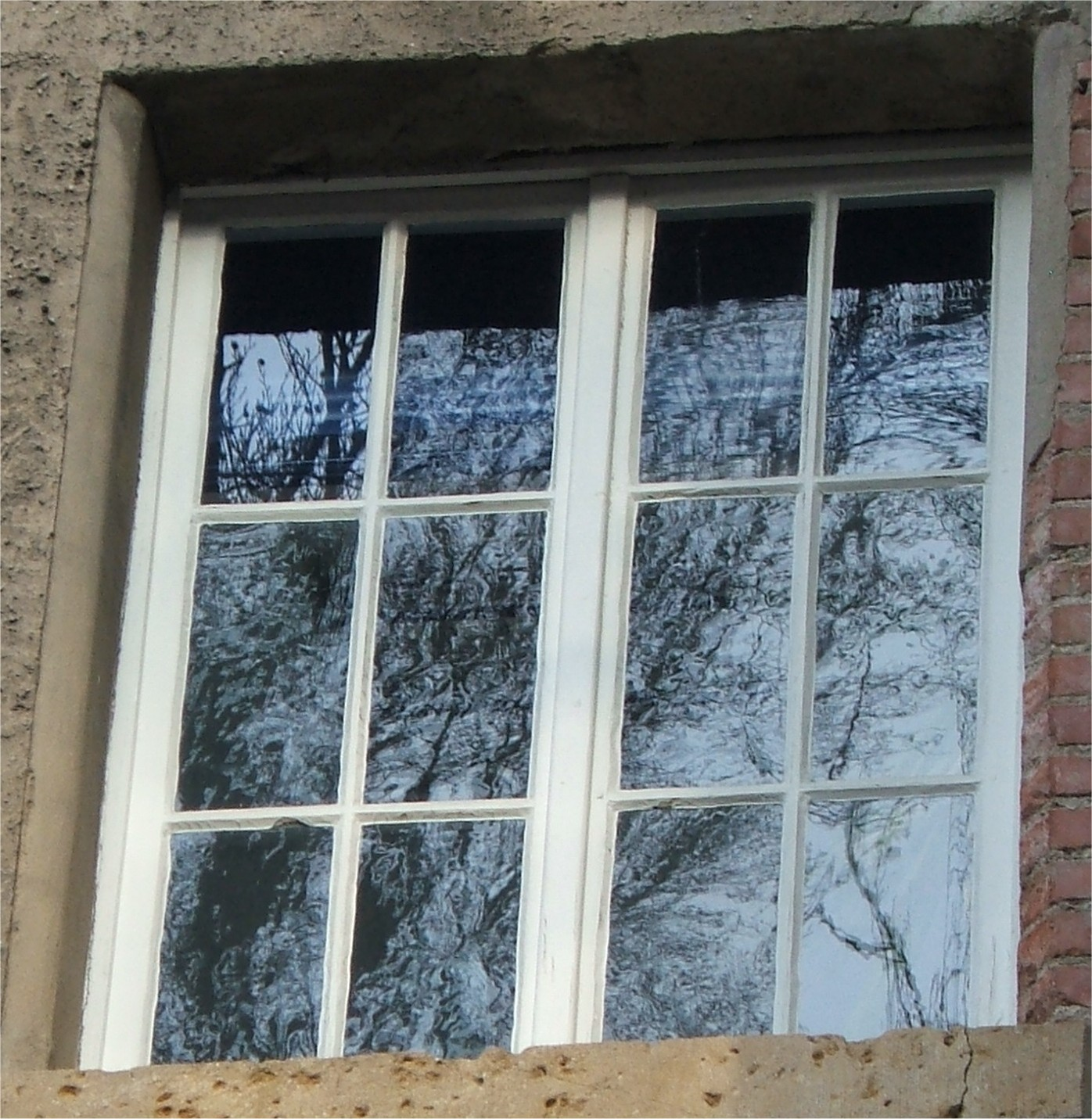
Övre vänstra rutan är gjord med floatglasmetoden, de andra är handblåsta glas.

Fönsterglas, byggnadsglas eller planglas är glas för användning i fönster. I modern arkitektur är detta ett viktigt byggnadsmaterial. I äldre tider tillverkades fönsterglas med handblåsning i cylinderform, som sedan veks ut. Sedan utvecklades valsat glas och till sist floatglasmetoden, som idag är den vanligaste formen av glas.
Fönsterglas tros ha funnits redan vid Kristi födelse, de äldsta daterade fynden av glasrutor härrör från Pompeji som begravdes 79 e. Kr. De romerska glasrutorna tillverkades genom glasgjutning, men redan under romersk tid börjar man blåsa glasrutor. Kronglas eller månglasblåsning dominerade fram till mitten av 1700-talet, innan cylinderglasblåsningen tog över och var den dominerande framställningsmetoden fram till mitten på 1900-talet ersattes av modernare metoder för tillverkning av fönsterglas. På 1700-talet var svenskt fönsterglas ofta gröntonat för att under 1800-talet övergå till ljusgrönt och från ca 1850 till det vita glas vi ser idag. Det hantverksmässigt tillverkade glaset har ett mer levande utseende än dagens plana glas, varför man i byggnadsvårdssammanhang strävar efter att använda glas med gammalt utseende. Gjutet glas tillverkades huvudsakligen 0–700 e. Kr., men i Frankrike i slutet av 1600-talet tillverkades även fönster (max cirka 2×1 m) genom gjutning i uppvärmda metallformar med hjälp av avsvalningsugnar.
- Blåsning, två huvudsakliga metoder:
  - Kronglas. Troligt ursprung Syrien 700 e. Kr. Metoden innebär att den ett glasmassan fångas upp på punteln och därefter roteras, så att en cirkulär disk bildas av glasmassan. Från denna skärs sedan fönsterglasbitar ut. Mittenstycket där punteln varit fäst kallades "Oxöga".
  - Cylinder. Metoden innebär att en glascylinder tillverkas med munblåsning. Den skärs sedan upp under uppvärmning så att cylindern öppnas, glider isär på ett plant underlag och blir till en kvadratisk eller rektangulär ruta. Utvecklades i Normandie under 1300-talet, men blev vanlig först under 1600- och 1700-talen.
- Valsning. I början av 1900-talet utvecklades den metod som konkurrerade ut den äldre blåstekniken.
- Float. Utvecklades på 1950-talet i England under ledning av Pilkington Glass och bygger på att glasmassan flyter ut på en bädd av smält tenn.

### Isolerruta

Treglas-isolerruta i ett PVC-fönster respektive ett träfönster (genomskärning).

En isolerruta även kallad förseglad ruta eller flerglasruta, är en glasningsenhet bestående av två eller flera planglasskivor med ett visst inbördes avstånd. Dessa är sammanfogade vid kanten så att utrymmet mellan glasskivorna blir helt avstängt från den omgivande atmosfären. En förseglad ruta bestående av två glas kallas “tvåglas-isolerruta” och en ruta bestående av tre glas kallas “treglas-isolerruta”.

### Energisparglas
Vanligt klarglas släpper in solenergi, men på grund av den låga reflektionen i långvågsområde släpper den även ut rumsvärmen. Ett energisparglas även kallat energiglas och lågenergiglas har ytbehandlats så att långvågig strålning tillbakareflekteras in i rummet, medan kortvågig solenergi släpps igenom. Ytbehandlingen består i regel av en metall- eller metalloxidbeläggning på glaset. Energisparglasets beläggning innebär en försumbar ljusreduktion. För att öka energispareffekten monteras klarglas och energisparglas ihop i en flerglasruta, där energisparglaset då monteras mot rumssidan.

### Solskyddsglas
Ibland vill man förhindra att solenergi tränger in i byggnaden via fönsterytor, exempelvis i varma länder. I dessa fall använder man klarglas med ett ytskikt som reflektera solstrålningen. Den reflekterande beläggningen kan bestå av järnoxid eller kopparoxid som är delvis inbränd i glaset i samband med tillverkningen. Skiktet är inte helt osynligt för ögat och kan ha olika färger, som brons, silver eller guld. Solskyddsglas kan användas som enkelglas eller i en flerglasruta. I det senare fallet monteras solskyddsglaset mot utsidan med beläggningen mot insidan.

## Former och typer

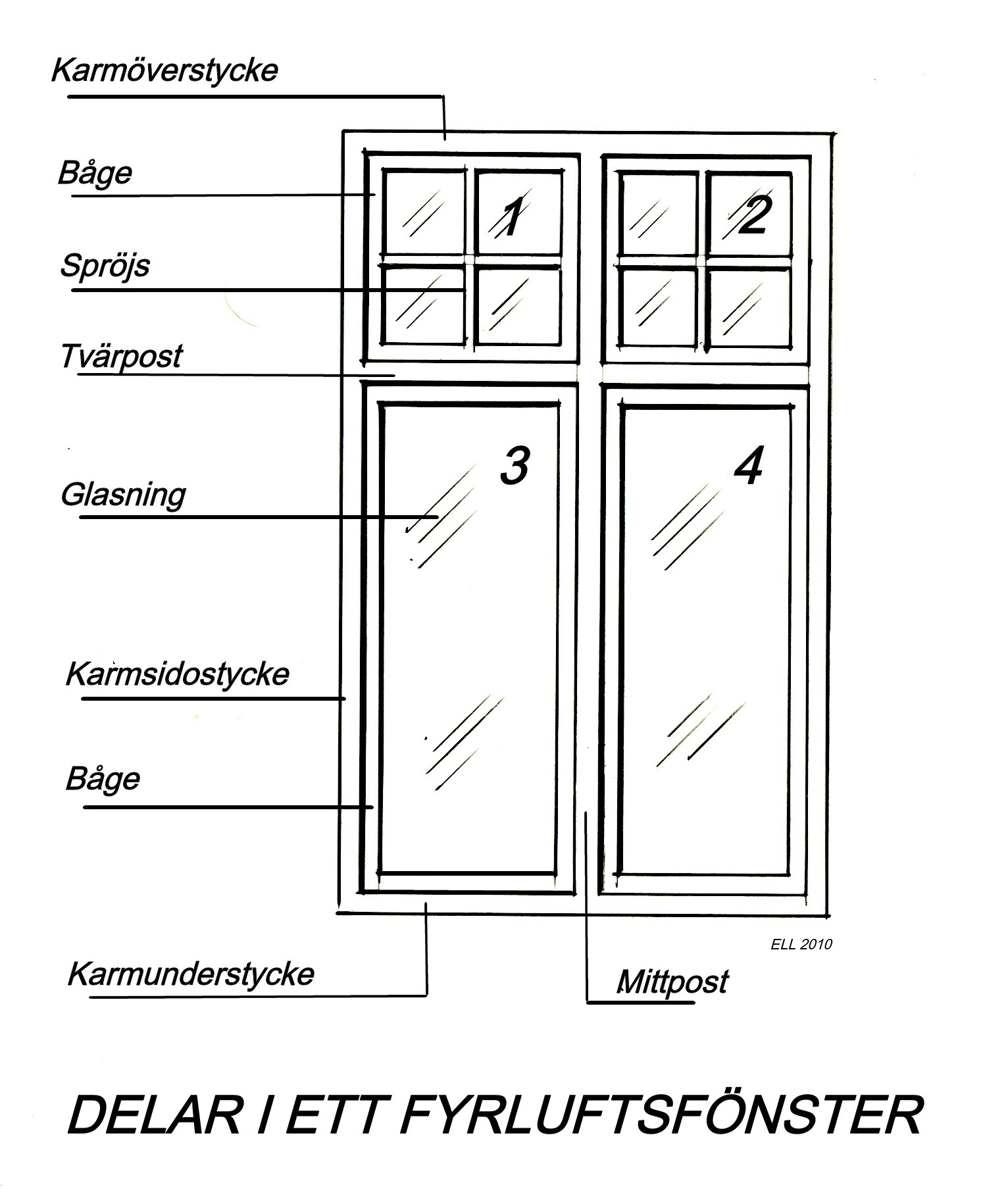
Fönstrets delar i ett fyrluftsfönster.

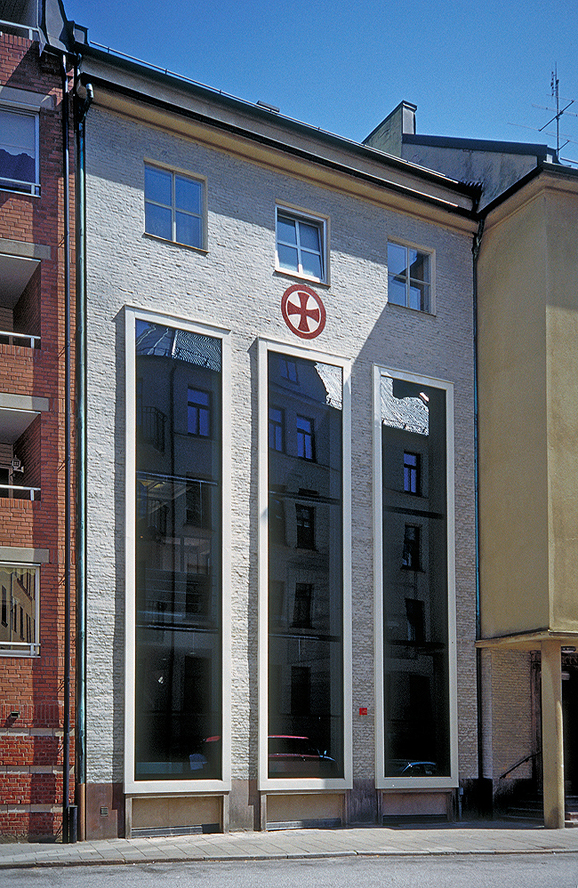
En tidigare kyrka i centrala Malmö ombyggd till kontor, med ca 8 meter höga mörkade fönster mot fasaden.

Fönstrens former och typer beror av flera faktorer:
- De tekniska möjligheterna utifrån storleken på glaset
- Klimatet i den del av världen där glaset används
- Stil och trender
- Energipåverkan[4]
- Buller/höga ljudnivåer[5]

Fönstersmyg eller fönsternisch kallas den djupa omslutningen i en vägg när fönstret är monterat i den yttre delen av väggen. Ett fast, icke öppningsbart fönster kallas fast fönster. Ett öppningsbart fönster kallas enluftsfönster, två enluftsfönster som möts i mitten utan karm kallas tvåluftsfönster med mötesbågar, möts de mot en mittpost så kallas konstruktionen för tvåluftsfönster med möteskarm. Fönster med fyra öppningsbara fönster kallas fyrluftsfönster. Öppningsbara så kallade slagfönster kan vara inåtgående eller utåtgående, men det finns även specialvarianter.
Varje glasruta i ett öppningsbart fönster sitter monterad i en fönsterbåge. Bågen kan bära flera rutor och är då avdelad med spröjsar. En eller flera bågar kan sedan monteras i en fönsterkarm. Ett öppningsbart fönster är fastsatt i karmen med gångjärn, eller genom att en båge är skjutbar över den andra bågen (skjutfönster). Gångjärnet kan vara placerat på sidan (sidohängning), på underkanten eller överkanten (underkants- eller överkantshängning) eller på mitten så att fönstret kan vridas runt i horisontalled (pivåhängning).
Stora glasrutor var tidigare mycket dyrbara att tillverka och relativt sköra, varför fönstren varit utrustade med spröjsar, som avdelar varje fönsterbåge i flera mindre rutor. I de tidigaste fönstren var så gott som alltid spröjsarna av bly (se blyinfattning). I slutet av 1600-talet började de vid den tiden kolossala fönstren att bli så tunga att man i Frankrike i stället började experimentera med bågar och karmar i trä. Cylinderglasblåsningen medförde även att rutornas storlek kunde ökas. Omkring 1750 hade träkarmar på de flesta håll i Europa trängt undan blyglasfönstren. I samband med nystilarna i slutet av 1800-talet kom åter blyspröjsade fönster på modet. I södra Europa ses ofta stora fönster, medan våra nordligare delar ofta har mindre fönster på grund av behovet av värmeisolering och minskad utstrålning.
Svenska fönster har ofta träbåge där glasrutorna ligger i en fals på utsidan av bågen och hålls fast av små metallstift. Fönstren kittas med kitt i falsen för att täta och öka stabiliteten. I Mellan- och Sydeuropa ligger glasrutorna i en fals på insidan av bågen. Genom att bygga upp ett fönster av flera småfönster med en skarv av bly fås blyinfattade fönster, men oftast är ändå bågen av trä. Blyinfattade fönster från sent 1800-tal eller tidigt 1900-tal är ofta gjorda så att fönstren bildar ett mönster av färgat glas. Detta för att imitera medeltidens kyrkfönster, som ofta hade målad dekor på fönsterytorna. Oftast monterades två bågar i par i en karm, så att bara ena halvan på fönstret kunde öppnas. Vid slutet av 1800-talet blev det ekonomiskt möjligt att tillverka fönsterglas med större ytor, varför de nedre rutorna kunde göras större och småspröjsarna tas bort.
Under tidigt 1900-tal hände mycket med utseendet på fönstren. De klassiska jugendfönstren fick en ruta utan spröjs i den nedre delen av fönstret, men eftersom fönsterkarmarna var höga kvarstod den täta spröjsen i en separat båge i den övre delen, dels av ekonomiska skäl, eftersom smårutor fortfarande var billigare, men även av stilmässiga skäl. Jugendstilen ersattes av tjugotalsklassicism, där tre eller två rutor på höjden i varje båge dominerade. Fönstren var ofta inte lika höga som jugendfönstren men bredden var ungefär densamma. Moderna bågar, där glasen har kunnat göras så stora som önskas, är vanligen inte monterade i par utan sitter styckvis monterade i sin karm.

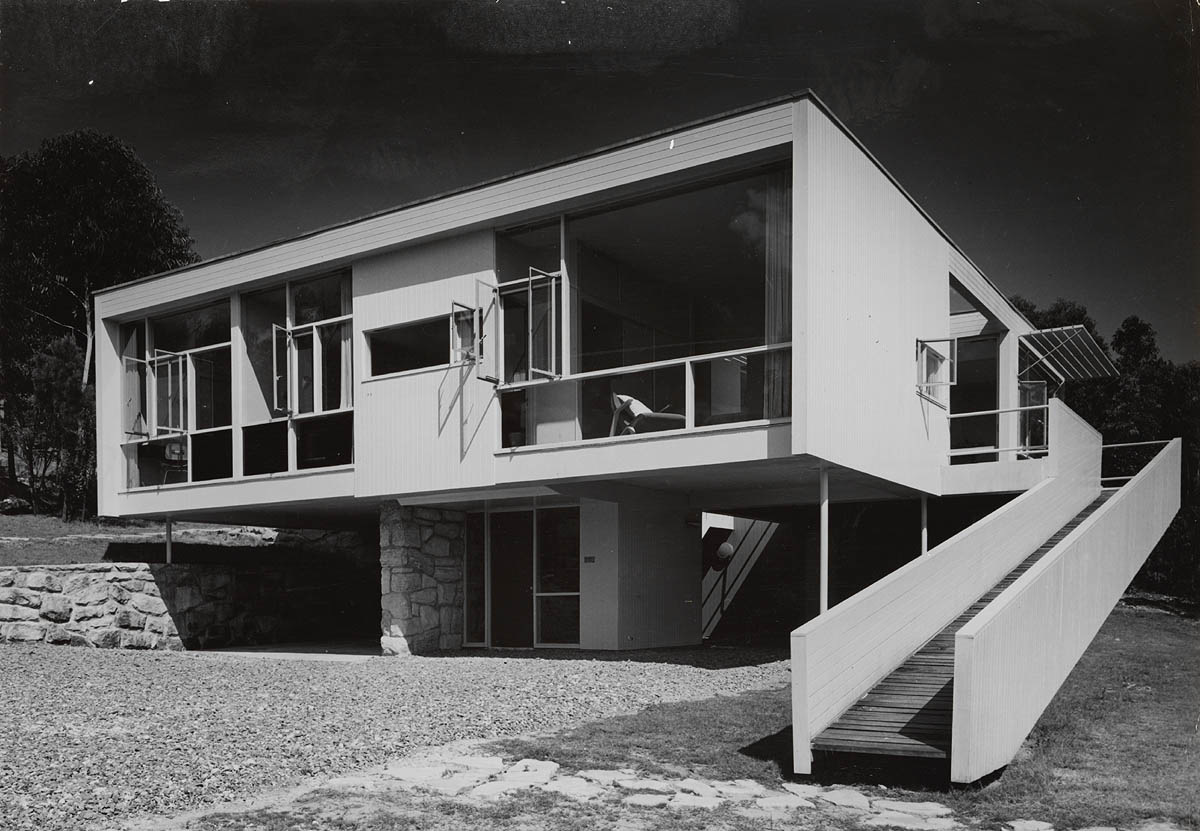
Inom modernistisk arkitektur poängterades ljusinsläpp och stora fönsterytor blev mycket populärt.

Från att fönstren tidigare varit enkla rutor, där man på vintern monterade en extra innerbåge, kom kopplade fönster att dominera från början av 1900-talet. I dessa blev innerbågen hopmonterad med ytterbågen och kunde således öppnas i ett handgrepp. Det innebar också att man fick tvåglasfönster som var permanent monterade även på sommaren. På 1950 introducerades förseglade rutor (allmänt kallade isolerrutor) som mer och mer ersatte kopplade fönsterbågar.
Inom modernistisk arkitektur kom ljusinsläpp och fönster att poängteras, vilket utvecklades till helt glasade fasader, bland annat genom så kallade curtain walls. 

### Öppningsbara
Öppningsbara fönster är vanligtvis upphängda på gångjärn i karmen men de kan även vara dragbara i höjd- eller sidled och kallas då för skjutfönster. De vridbara fönstren har i sin tur olika namn beroende var axeln ligger som de roterar runt:
- Sidohängt fönster: vertikal sidoaxel med gångjärn på vänster eller höger sida.
- Överkantshängt fönster: horisontell sidoaxel med gångjärn upptill.
- Underkantshängt fönster: horisontell sidoaxel med gångjärn nedtill.
- Pivåfönster: horisontell mittaxel som fönstret roterar runt.
- Vridfönster: vertikal mittaxel som fönstret roterar runt, även kallat fullt vändbart fönster (på engelska fully reversible).
- Dreh-kipp eller tvåvägsfönster: Dubbelhängt fönster där underkantshängning ger vädringsfunktion och sidohängningen gör fönstret fullt öppningsbart.
- Glidhängt: Horisontellt vridbart som roterar utanför fönstret och därför inte rör rumsutrymmet. Kallas också H-hängt efter tillverkaren H-fönster.

### Bildexempel

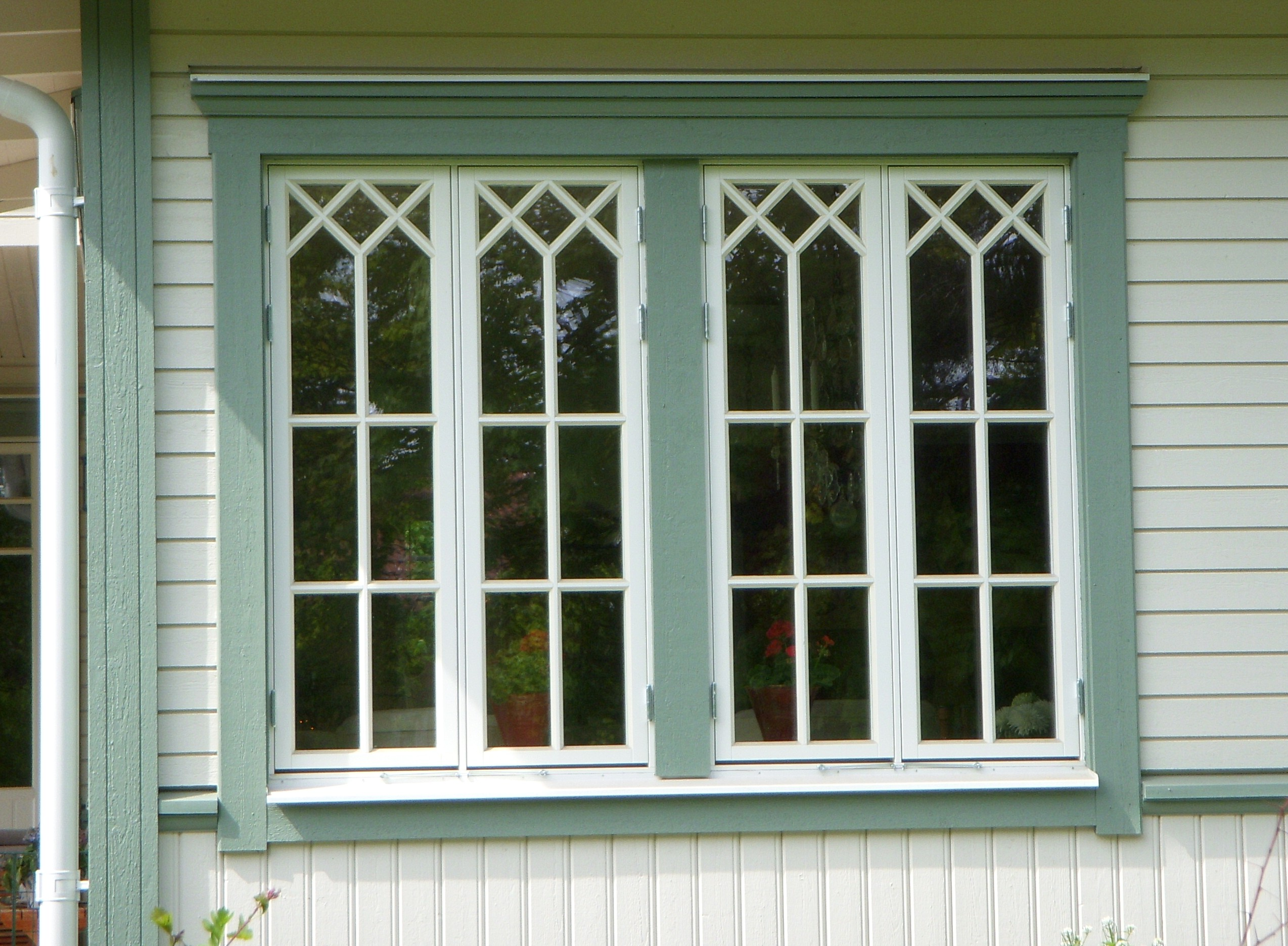
Två sidohängda tvåluftsfönster med mittpost.
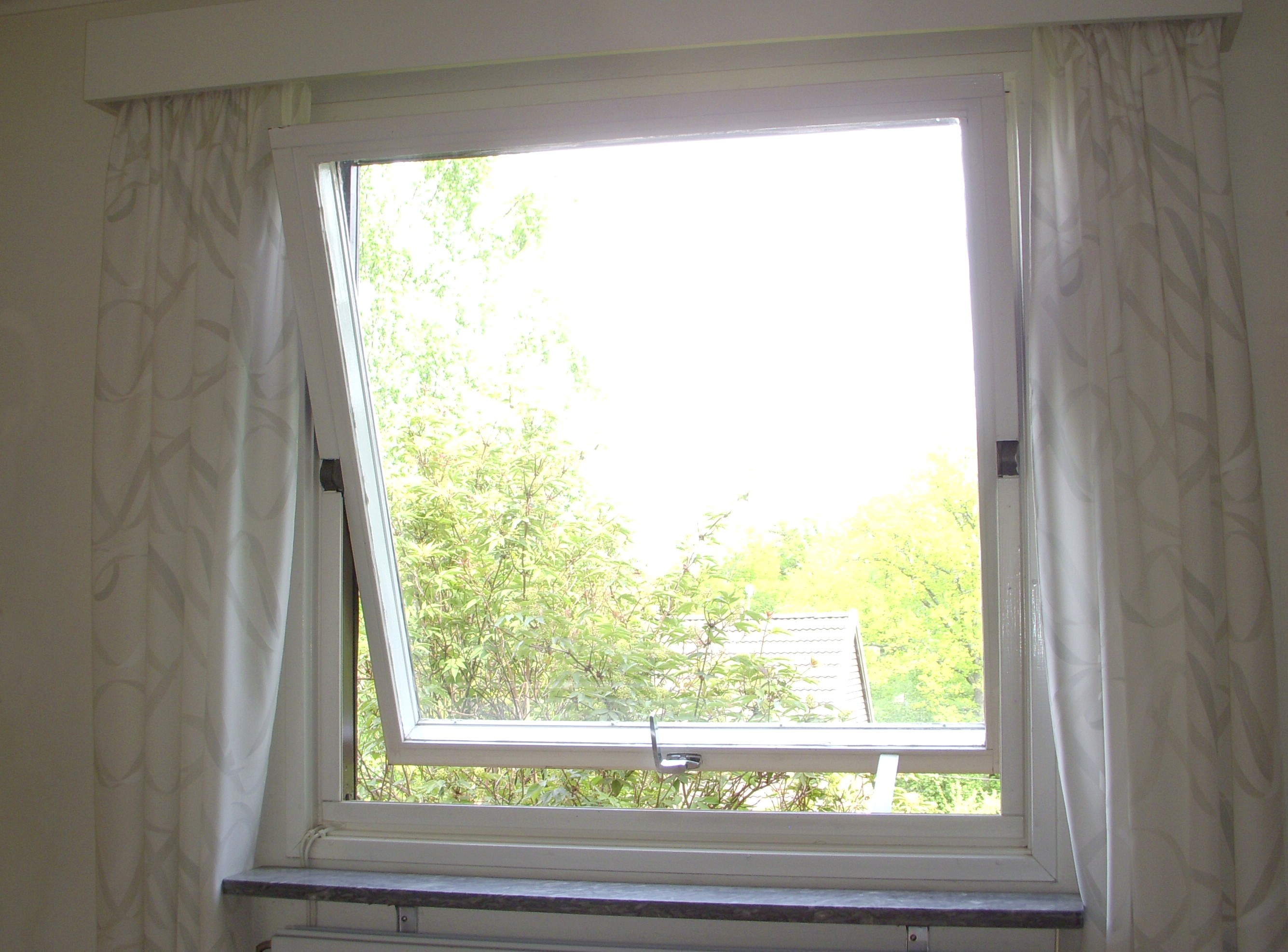
Ett pivåhängt fönster.
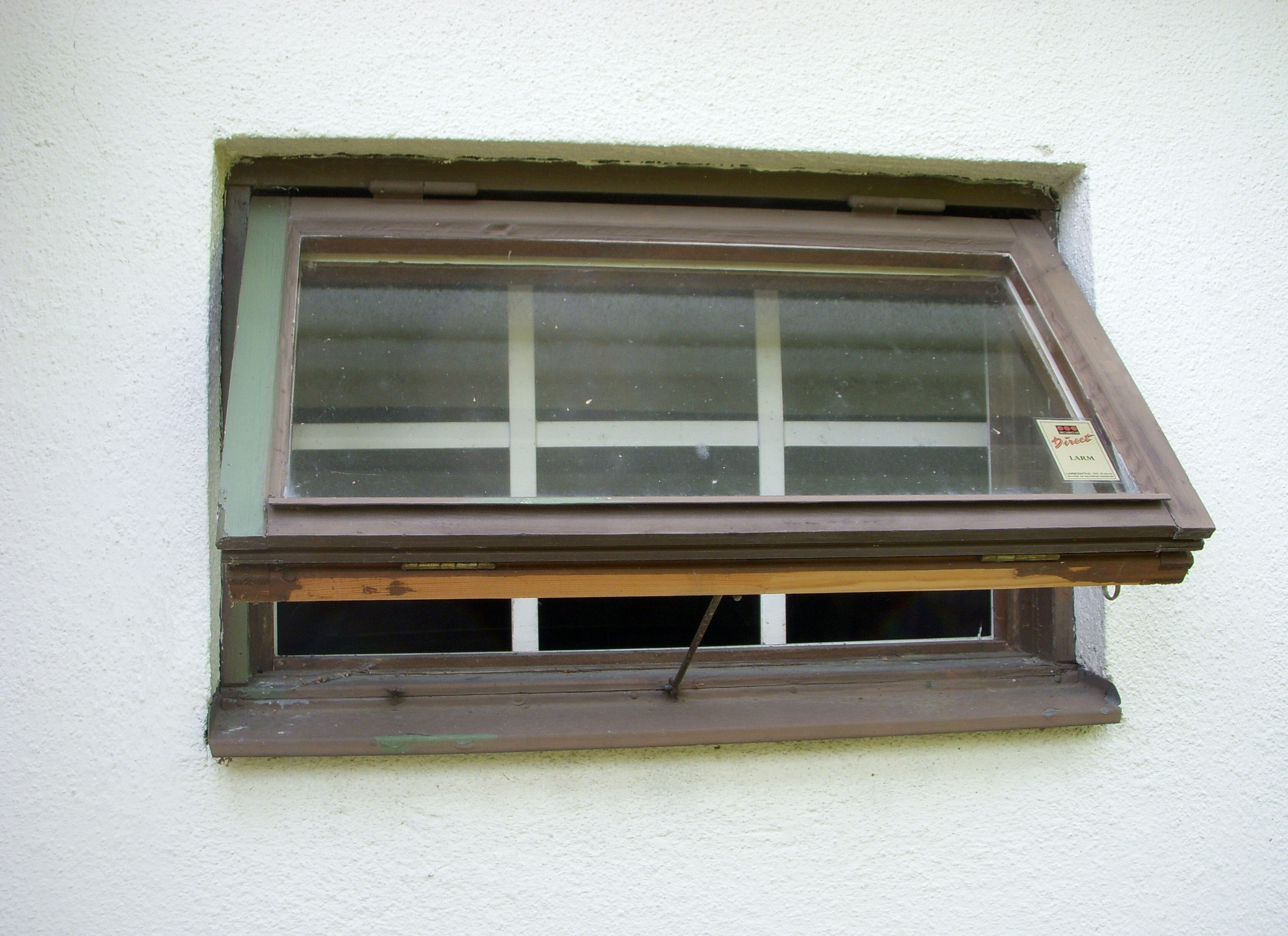
Ett överkantshängt fönster.
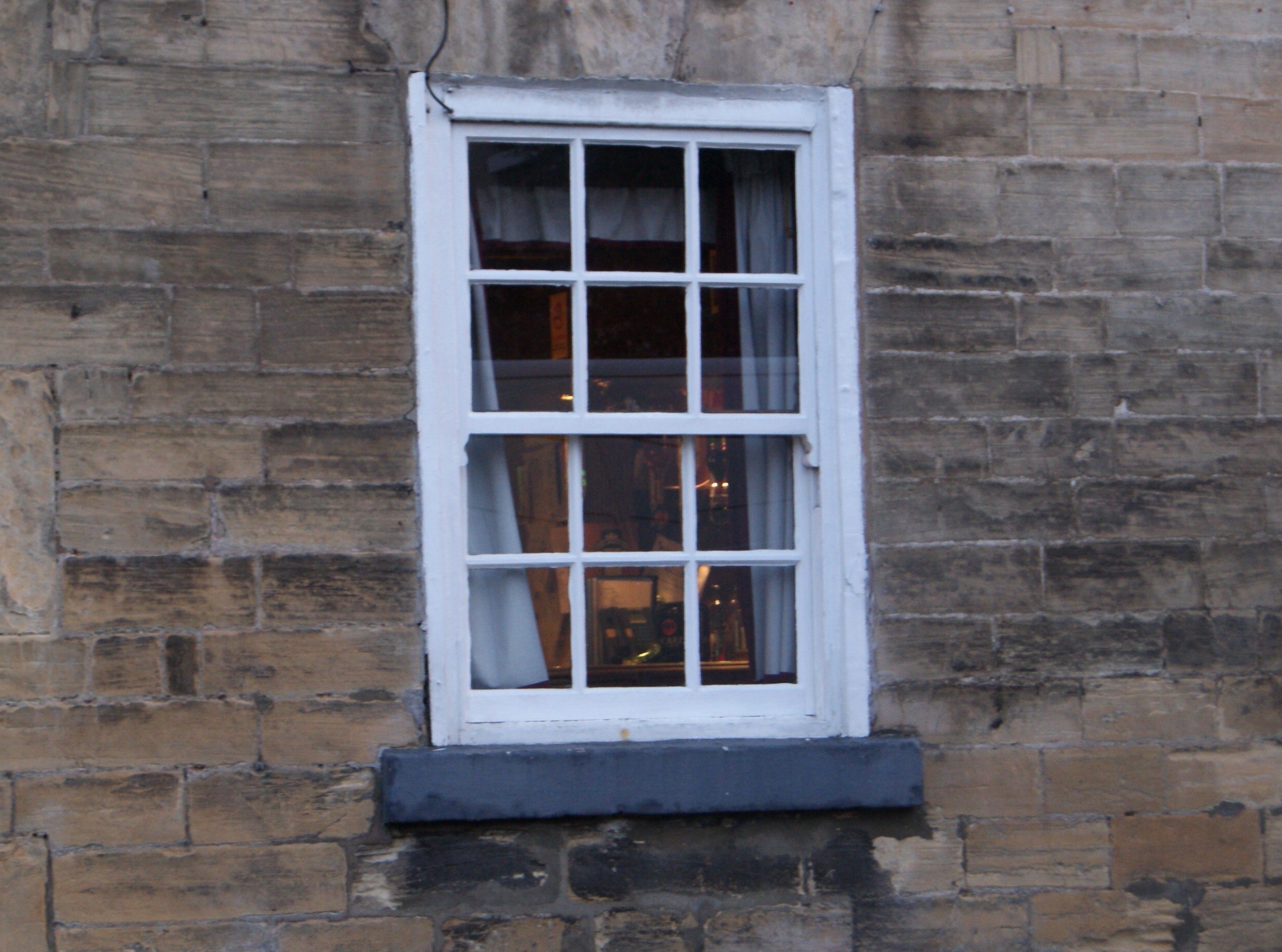
Ett vertikalskjutfönster.
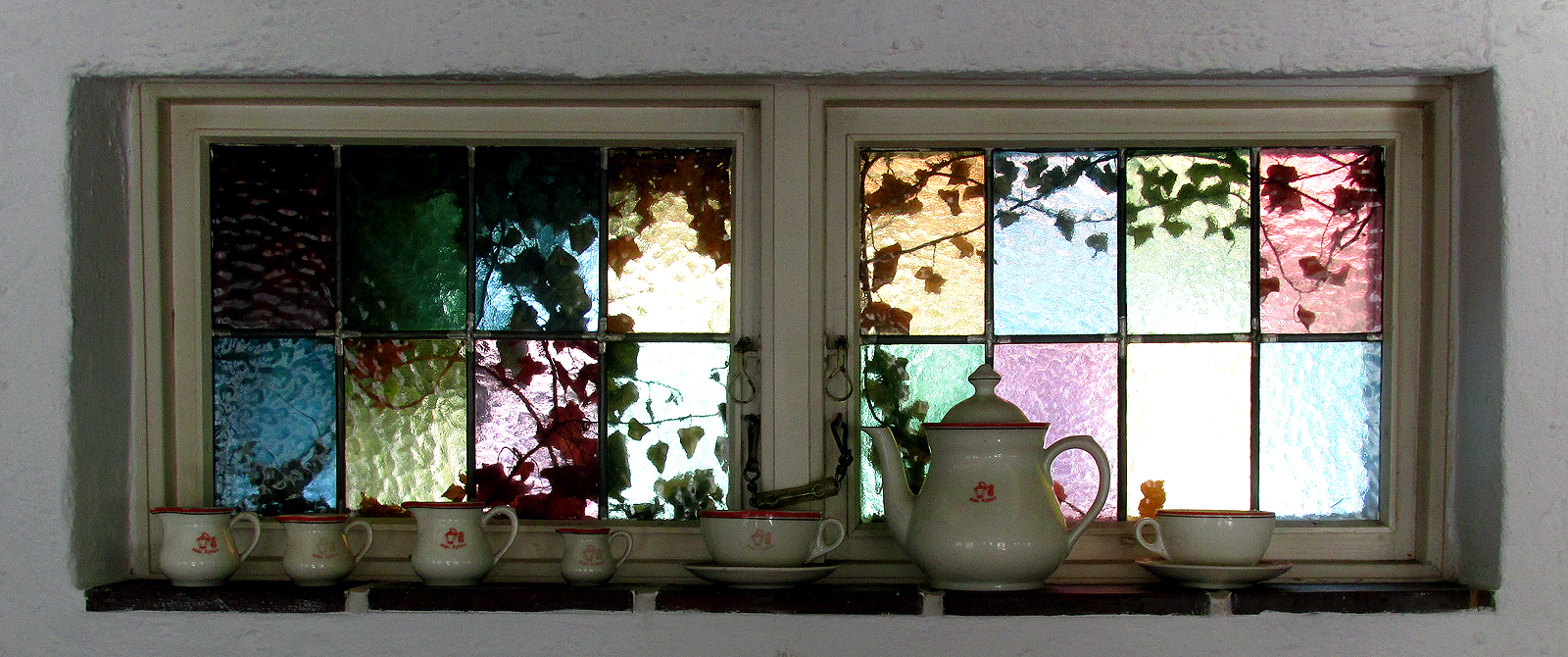
Blyfönster i en gammal byggnad i Ystad 2016.
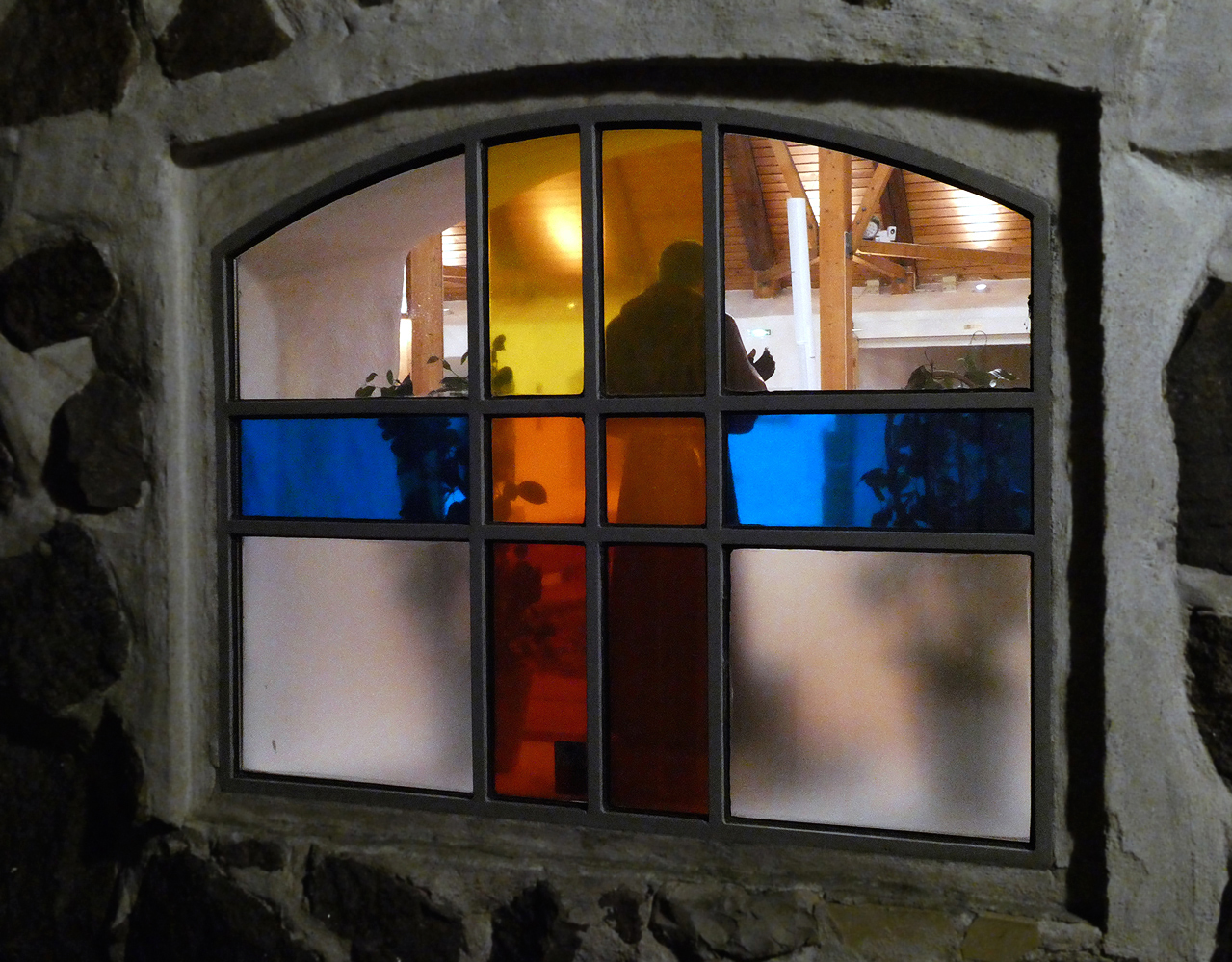
Ett fönster på Katolska kyrkan i Ystad 2020.

## Placering

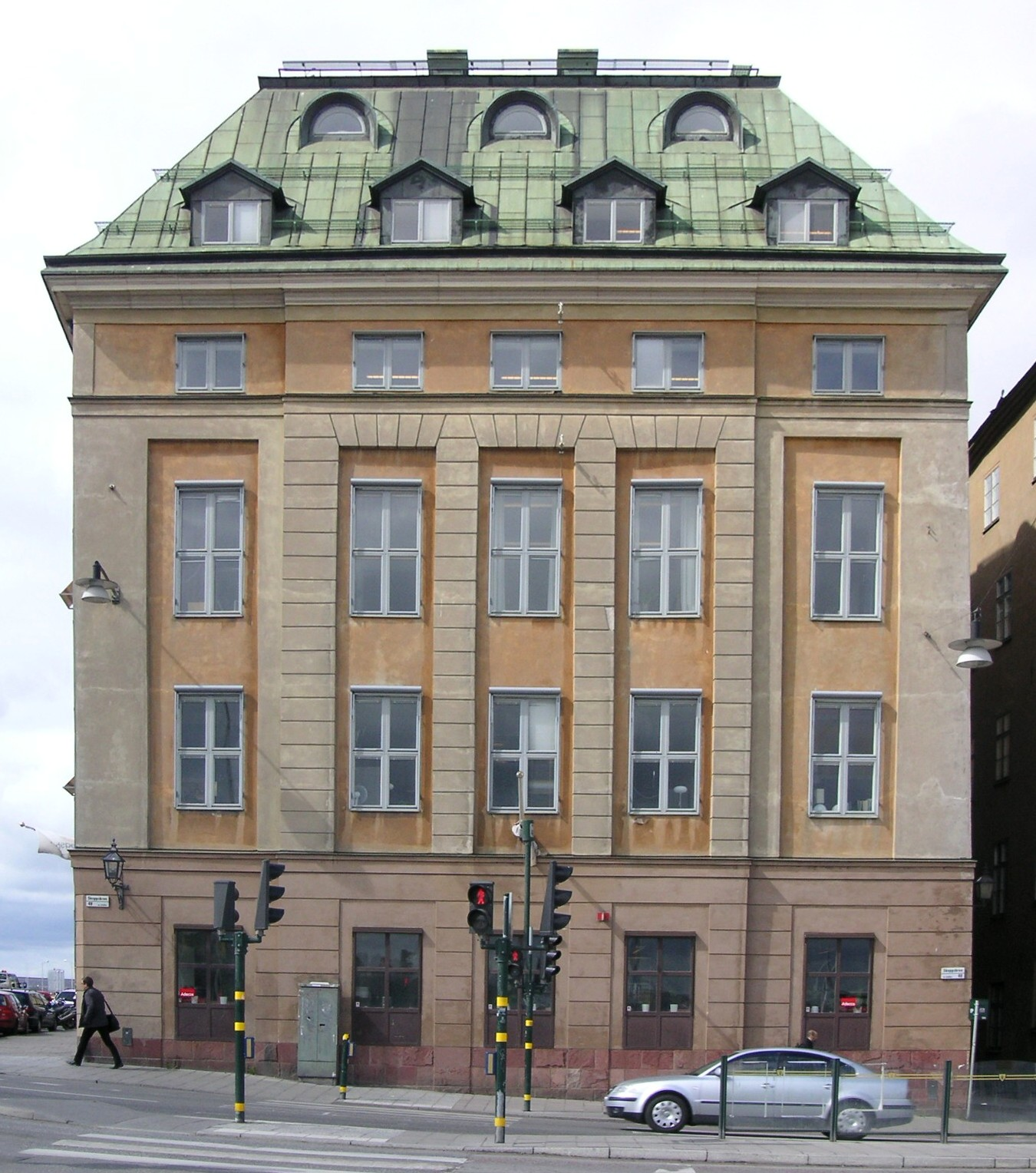
Räntmästarhuset i Stockholm har fyra fönsterrader i fem fönsteraxlar mot Skeppsbron (1680-tal).

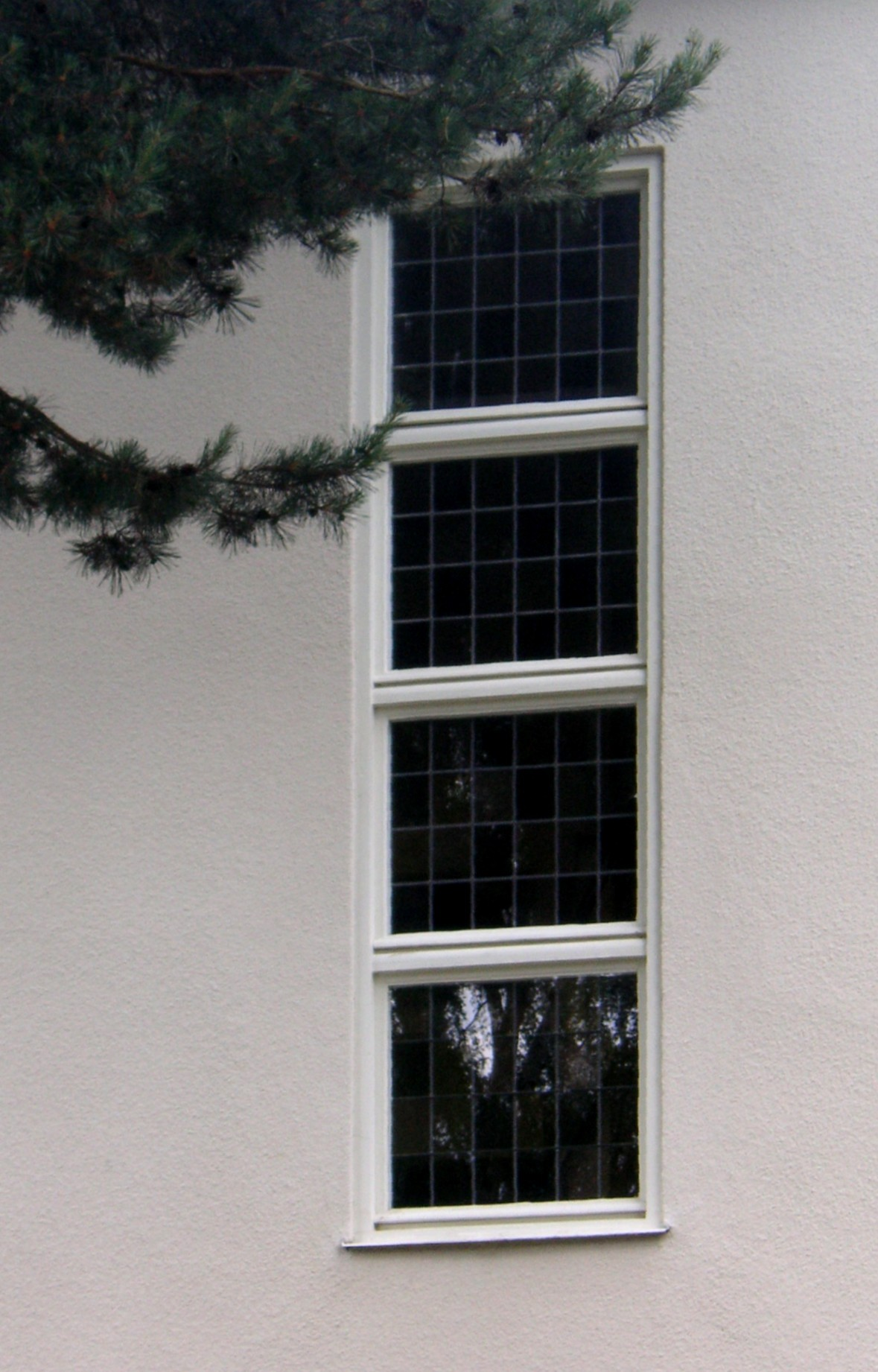
Vertikalt fönsterband i Södra Ängby, Stockholm (1930-tal).

Fönster kan anordnas på olika vis i förhållande till varann på en fasad, för att ge olika funktioner och olika arkitektoniska uttryck.
Fönster som är placerade invid varann kallas fönsterband. Fönsterband kan vara horisontella eller vertikala. Dessa utgörs av fönster som är placerade direkt intill varann utan mellanrum, eller som är gestaltningsmässigt sammanhållna så att en bandverkan uppstår, till exempel genom enhetlig färgsättning, putsstruktur, paneler eller plåtkassetter mellan fönstren. Fönsterband med tunna bågar var populära inom den modernistiska arkitekturen och möjliggjordes bland annat då byggnader fick bärande konstruktioner via pelare istället för via fasaden, som då kunde bli öppnare och friare. Fönsterbandets upprepande karaktär gör det också lämpligt för prefabricerade hus och curtain wall-konstruktioner.
En fönsteraxel är ett antal vertikalt över varann anordnade fönster och en fönsterrad är ett antal horisontellt bredvid varann anordnade fönster. Fler än en vertikal axel kallas fönsteraxlar. Fler än en horisontell rad kallas fönsterrader.

## Livslängd
Det moderna fönstret är ofta ett så kallat treglasfönster där glasen bildar en fabrikssammansatt enhet ofta fylld med en gas (vanligen argon). När dessa fönster fick sitt stora genombrott i slutet på 1970-talet byttes ofta gamla okopplade eller kopplade tvåglasfönster ut mot modernare treglasfönster utan spröjsar. Men eftersom treglasfönstren har en kraftigare båge för att bära det tyngre glaset påverkas utseendet; fönstren ger ett klumpigare intryck exteriört och har ett sämre ljusgenomsläpp. Många gånger kostar ett fönsterbyte så mycket att energibesparingen inte kan räknas hem på kort sikt, och eftersom de gamla fönstren ofta var gjorda av kärnvirke hade de längre livstid än moderna fönster i trä – sammantaget var bytet inte alls så ekonomiskt som man då trodde. En annan faktor är att isolerglasfönster kan förlora sin täthet, och det bildas då kondens mellan glasen. Med dagens metoder att tillverka isolerglas är detta mycket ovanligt.

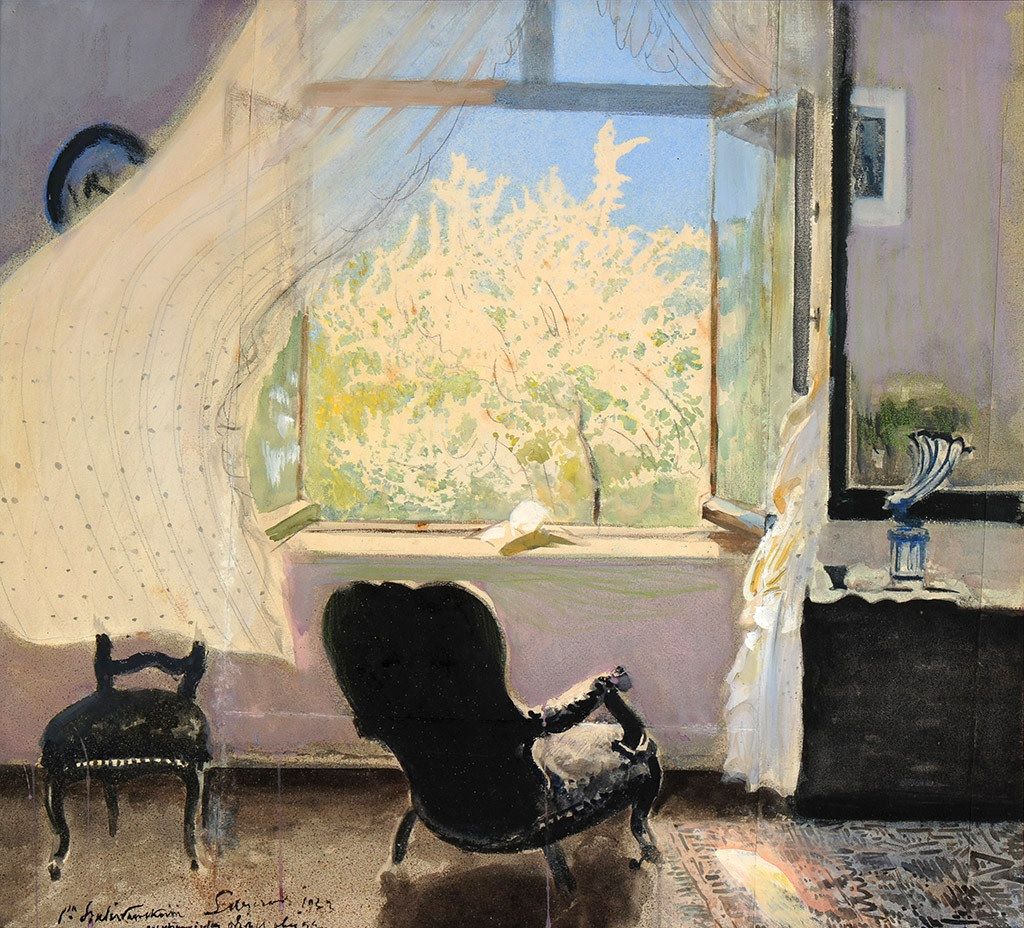
Ett fönster i konsten (inåtgående utan mittpost).

Många moderna träfönster har idag beklädnad utvändigt av till exempel aluminium, vilket gör att man kan anta att de blir relativt underhållsfria och får en lång livslängd. Aluminium är inte lika känsligt för väder, vind och fukt som trä är. Det gör att aluminiumfönster inte sväller och går trögt vid hög luftfuktighet. Det blir heller inga glipor som det lätt kan bli med gamla träfönster. Nya konstruktioner av träfönster minskar också underhållsintervallerna. Många tillverkare uppger en livslängd på 50 år. Det finns även PVC-fönster som är i stort sett helt underhållsfria. En undersökning kring fönsters livslängd genomfördes 2007 av Sveriges Tekniska Forskningsinstitut. Undersökningen visade att 27 procent av de undersökta fönstren med träkarm var utan anmärkning efter cirka 15 år i bruk. I testet avstod man från periodiskt underhåll som normalt rekommenderas vart tionde år för träfönster. Motsvarande siffra för PVC-fönstren var 49 procent.
De gamla fönstren från 1800-tal och tidigt 1900-tal som underhållits visar på en enastående kvalitet och livslängd och att det inte finns någon anledning att byta fönster på grund av ålder. För att minimera energiförluster är det viktigt att se till att fönstren är väl isolerade mot drag. Även i energihänseende kan gamla okopplade fönster jämföra sig väl med moderna fönster, på grund av att de såpass lätt går att täta på ett bra sätt samt att de har en stor volym isolerande luft mellan rutorna. Ett äldre ej kopplat tvåglasfönster kan göras ännu mera energisnålt genom att sätta in lågenergiglas i en av bågarna eller montera en extra båge invändigt med lågenergiglas. De kopplade fönstren är inte riktigt lika bra energimässigt på grund av att glasen sitter tätare, men fortfarande blir förbättringen i isolering efter ett byte såpass låg i förhållande till husets totala isolering att den ekonomiska vinsten kan ifrågasättas – ofta är det till exempel lönsammare att isolera vinden. Kontentan är att fönster från 1920-talet och tidigare inte bör bytas ut annat än om de på grund av eftersatt underhåll inte går att reparera.
Moderna två- och treglasfönster med hermetiskt sammansatta rutor, lågenergiglas och med argongas mellan glasen har U-värden ända ned till 0,5w (inåtgående tvåglasfönster) och 1,1w (treglasrutor med till exempel 12 mm distans mellan glasen).